# 海鹰-10无人机
海鹰-10无人机（俄语：Орлан-10，羅馬化：Orlan-10，音译「奥兰」）。是俄罗斯联邦圣彼得堡特种技术中心开发的一款中程无人侦察机。该无人机于2010年开始生产。是俄罗斯战术环节统一指挥控制系统（ЕСУ ТЗ ）的一部分，因此可以链接自行火炮、坦克、步兵战车、防空车实现情报共享，实现火力任务的实时解决，组织火力机动与部队协同作战，从而大大提升包括火炮在内的武器在战场上的使用效率。
根据乌克兰方的多份拆解报告，该机制造时使用了来自多个国家的民用元器件。成本市价不足八千美元，Orlan-10 旨在使用范围非常广泛的可互换民用部件，无人机性能特征将取决于所使用的特定部件。配套包(2架海鹰-10以及其配套的便携式发射装置、控制站和备件包)公開价格12万美元。为了达到能够应付更多突发情况的最佳作战效果，通常是搭载三种不同模块的海鹰-10一起出动。

### 性能

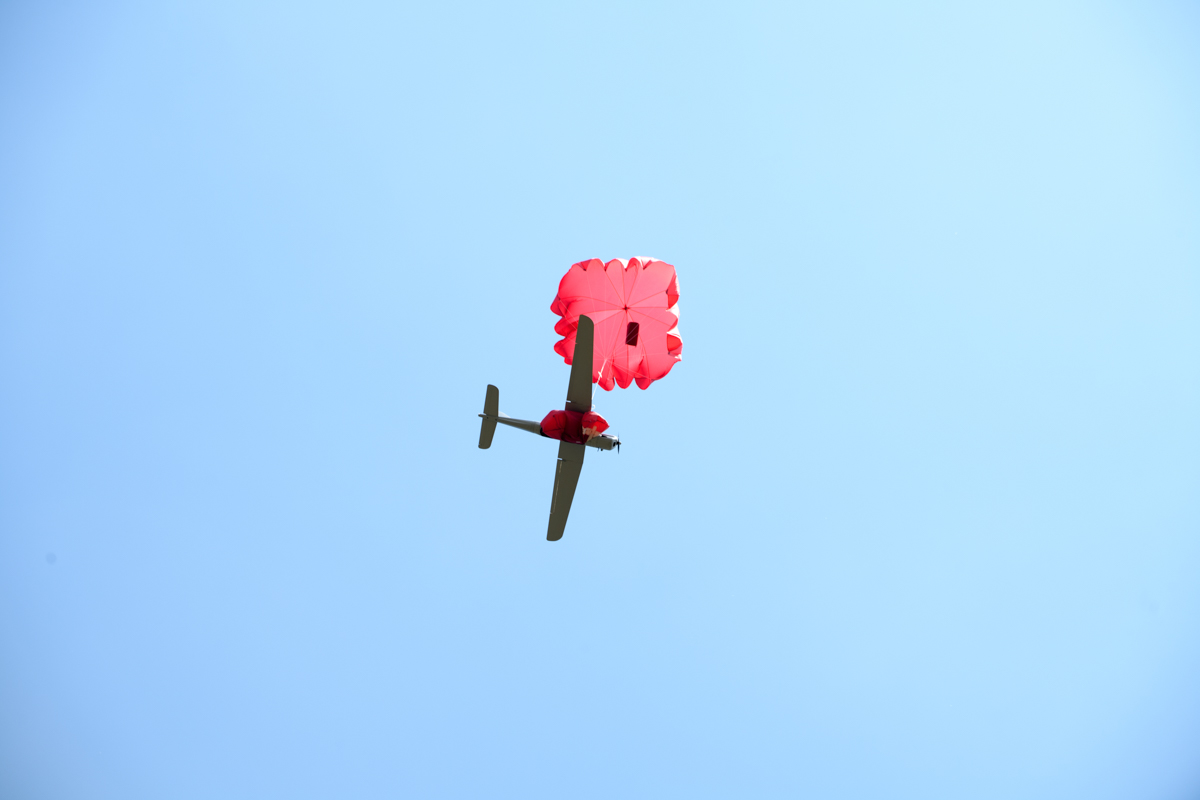
降落伞回收的无人机

## 技术规格

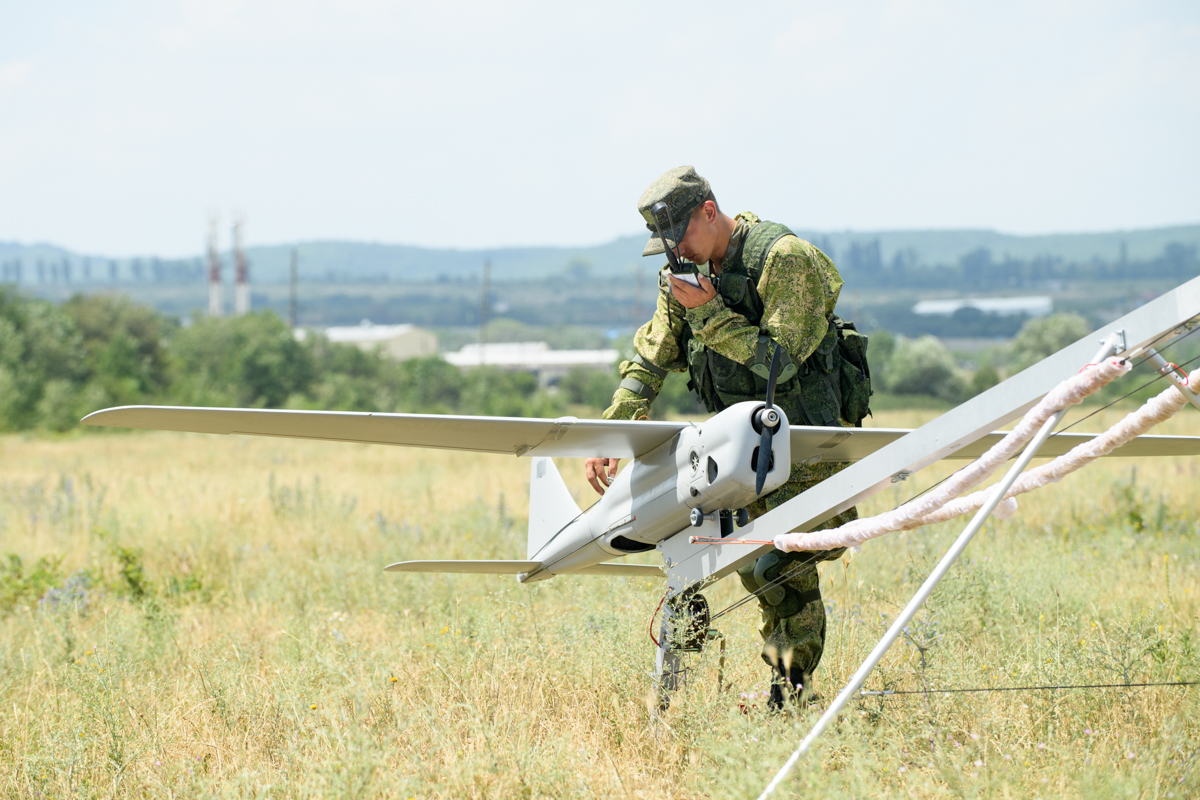
预备发射的海鹰10 无人机

### 性能[7]
- 翼展: 1.3米
- 起飞重量：14 公斤
- 有效载荷：5 公斤
- 发射方法：可折叠弹射器
- 降落伞回收的无人机降落方式：降落伞
- 速度：90-150 公里/小时
- 升限：5,000米
- 巡航高度: 1,000米
- 飞行时间：10-18小时[3]

### 引擎
日本斋藤制作所四冲程汽油活塞发动机FG-61TS

### 航空电子设备
- 光学成像：Phase One、佳能數位單眼相機[9][5]
- 热成像：本田TM2005016-F19热成像仪[10]
- 无线电VHF雷达X波段探测模块（BKAR）
- 核辐射探测模块
- GPS欺诈模块（模拟GPS卫星信号欺骗敌方无人机军用GPS接收机）
- 地面蜂窝通信GSM压制模块
- R-187-P1和R-168MRA电台通信中继模块。

### 专利技术
机翼不使用电热技术加热机翼融冰，而是上覆盖着一层特殊的聚合物薄膜，一旦结冰，薄膜就会与冰壳一起与机翼分离。

## 系统组成
一个完整的海鹰无人机侦查综合系统包括：
- 3-4 架 无人机
- 一个移动地面遥控站
- 一辆带有备件套件的维护和维修车

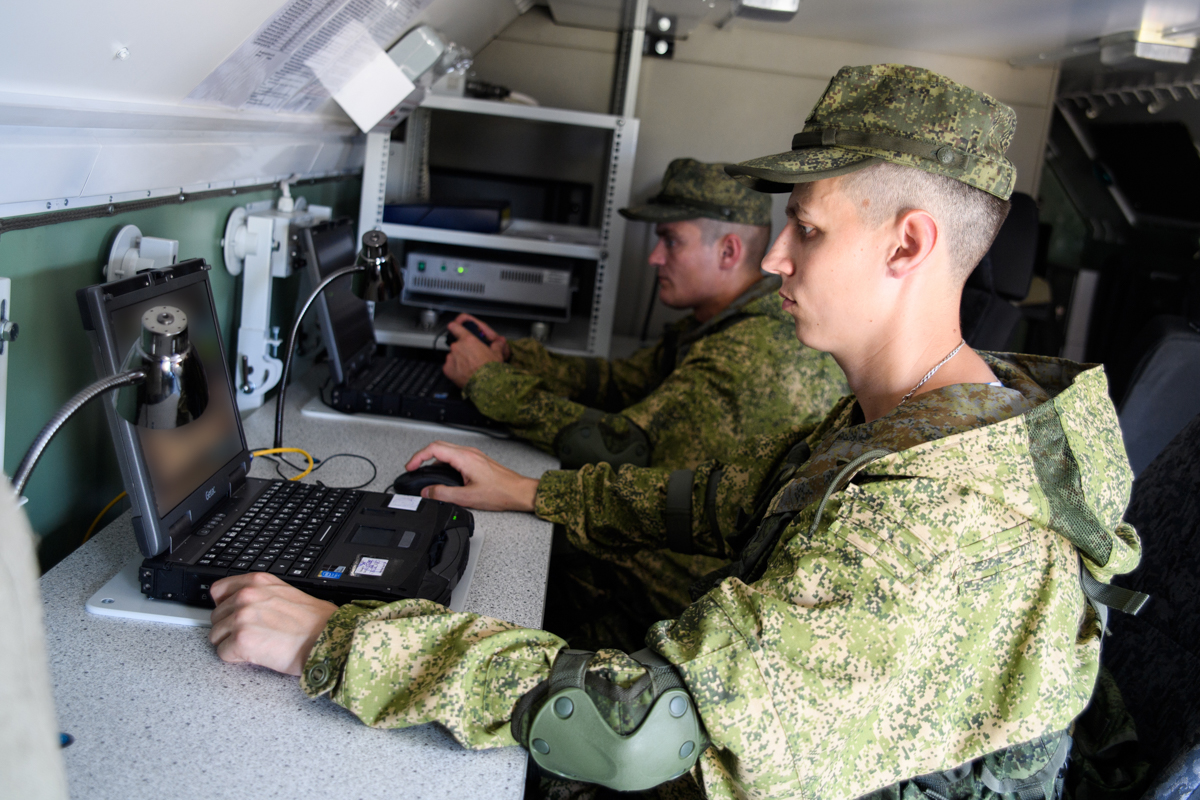
无人机地面控制站内部

- 一套带无线电台的笔记本电脑（供操作员在现场工作时使用）

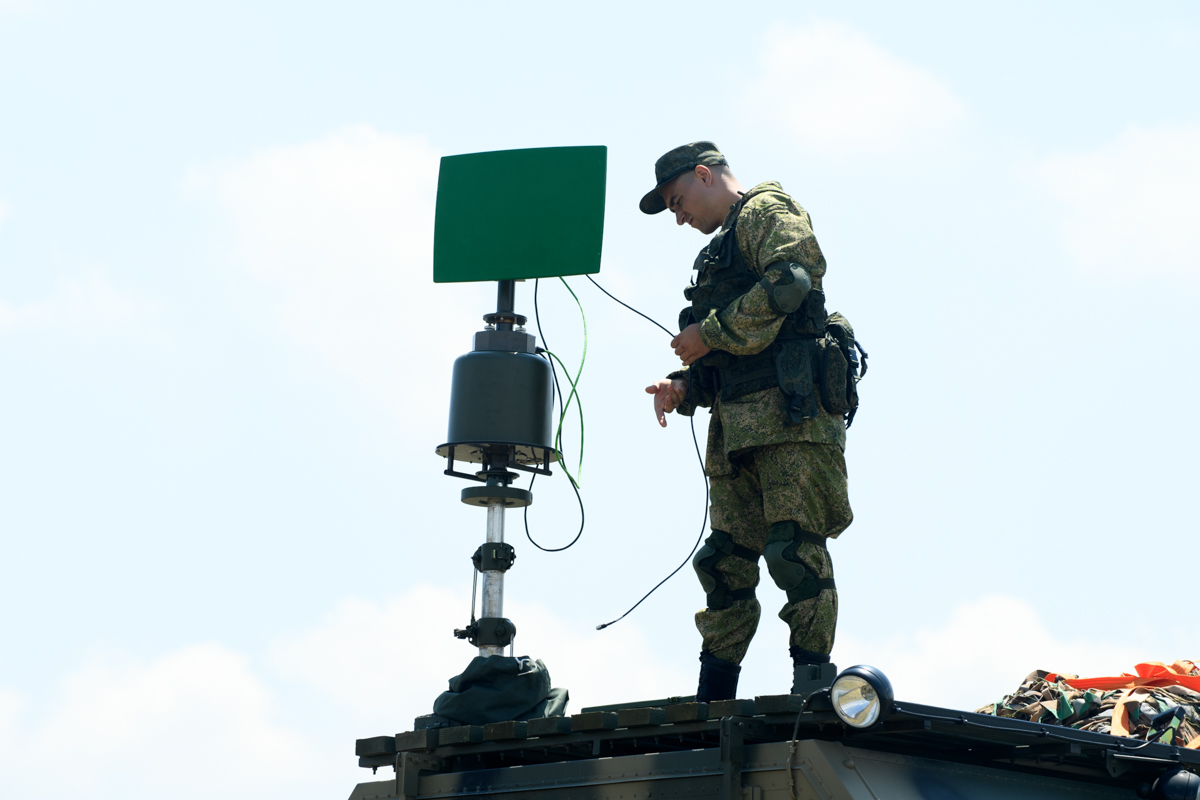
无人机的通信桅杆

- 无人机的通信桅杆2 个安全通信中继器、一个滑动式中继器和天线的桅杆
- 带风速计和风向袋的气象站
- 带电池的太阳能电池和发电机或固定网络的连接装置、
- 操作员的冬季帐篷，包括家具、暖气、空调、照明和保险箱

## 类型
根据已知的配置，海鹰无人机分为5种类型。另外还有几种实验型。
五角大楼指出，Orlan-10 通常由三架无人机“集群”使用。第一架无人机在1-1.5公里的高度进行光学侦察，第二架无人机执行电子情报或电子战的功能，远处的第三架无人机充当前两架的通信中继器。因此在俄乌冲突中可以实现发现目标之后3-5分钟实施火炮攻击。

### TsN 1. 无线电技术 GSM 情报和光学/红外侦察型
完整的 TsN 1型无人机配备的模块包括：
- GSM 900/1800 频段的电子智能模块 (RTR)
- 航拍相机 (AFA)
- 电视设备（TV）
- 红外线设备（IR）
- 64 GB 驱动器，用于存储在自主模式（无线电静默）下飞行的拍摄结果，无需与操作员通信
- 负载控制模块（MUN），集成上述组件
- 放大器转换器模块 (AMC)，可提供长达 120 公里的无线电通信

该设备旨在检测敌方士兵打开的手机的坐标，以及在可见光和红外范围内进行光学监视。
该型号的使用的热成像仪Flir Photon 320 和 640 。采用简化安装方式，固定向下观察。Flir Photon 640 是一款非制冷热像仪，具有中等分辨率（644x512 像素）但灵敏度很高。该机型的RTR 模块可以作为RB-341V “Leer-3”电子战 系统的一部分，用于抑制敌方地面蜂窝通信。在这种情况下，该模块模仿基站，不仅可以检测到带有智能手机的士兵的坐标，还可以阻止有效范围6KM内的蜂窝通信。甚至可以向敌方士兵发送督促投降手机短信，进行心理战活动。
TsN-1的配置是无人机中最便宜的版本，专为在敌方有较强防空能力的条件下运行而设计，由于侦察无人机最容易被防空系统击毁，因此它没有使用陀螺稳定相机等昂贵的部件。

### TsN 2.日间侦察型
该无人机在陀螺稳定平台上配备了旋转电视摄像机，专为白天侦察而设计。TsN 2 配备了Controp D-STAMP 和 U-STAMP可旋转陀螺稳定相机。
除此之外，型号还可能配备了激光照射器。这使得这种无人机可以对固定和移动的目标进行激光制导，用以修正各种激光制导武器的火力攻击。

### TsN 3. 全天候侦察型
该无人机在陀螺稳定平台上配备了旋转红外摄像机，专为全天候侦察而设计。

### TsN 4.雷达和无线电台侦测型
此型号作为无人炮兵侦察系统（UAS）的一部分，使用X波段模块进行测向工作，主要目的是探测北约炮兵侦察雷达的坐标，如AN/TPQ-36，AN/TPQ-48。此型号的无人机会与俄罗斯武装部队的炮兵连队进行直接的自动通信，以便在探测到雷达或无线电台后尽快对其进行打击。

### TsN 5.GPS干扰欺骗型
此型号作携带一个 1.25 MHz 频段的导航场失真器 (INP) 模块。在欺骗模式下，无人机模仿来自 GPS 卫星的信号，发送错误的GPS坐标，家用型无人机无法免受此类攻击。简单干扰模式会抑制简单 GPS 接收器的 GPS 信号，但干扰半径要小得多，但这种模式可以扰乱识别欺骗的军用 GPS 接收器的运行，但无法过滤 GPS 信号的干扰。

### 实验测绘型[14]
在叙利亚冲突期间，Orlan-10 实验测绘型被击落，它时配备了 佳能 5D Mark II 相机，可以拍摄总分辨率为 264 兆像素的照片。另外一个坠毁的样本中提到带有 12 个摄像头的 Orlan-10 版本是专门用于创建具有军事目标地理定位的区域的 3D地图。此类型较多的被人误解为俄罗斯无人机性能非常低劣。

### 实验信号中继型
有一个版本的“Orlan-10”作为 R-187-P1 和 R-168MRA 无线电台的中继器免敌方受电子战的影响，增加有效通信范围。

### 海鹰30
该无人机在陀螺稳定平台上配备了电视/红外/激光测距的多通道光电转塔，擁有激光制导功能，能引导自杀式无人机或炮兵精确制导弹药。

### 出口型
出口型被命名为orlan-10E，已知有缅甸、哈萨克斯坦、乌兹别克斯坦等国使用。

## 使用

### 俄罗斯
- 自2015年1月起，在北极地区用于监测船舶航线并支持搜救行动。[16]
- 俄罗斯驻亚美尼亚军事基地的无人机部队于2015年10月接收了Orlan-10航空系统，用于在高山地区执行空中侦察。
- 用于2016年俄罗斯国防部图-154飞机空难搜救行动。
- 2020年10月，驻图瓦共和国的中央军区山地摩托化旅各师根据国家国防订单接收了Orlan-10无人机。

### 叙利亚

#### 叙利亚内战
Orlan-10在叙利亚内战中被俄罗斯地面部队积极使用，用于侦察、收集航空图像或 3D 绘图。
- 2015年10月18日，在阿勒颇北部发现未损坏的海鹰10无人机[17]。

### 利比亚
- 2020年2月，在利比亚的黎波里附近有一架击坠报告。[18]

### 俄罗斯乌克兰冲突
顿巴斯战争
2022年俄罗斯入侵乌克兰

## 可靠性
海鹰无人机可以在 -30°C 至 40°C 的温度下工作，并可承受高达 10 m/s 的风速。
西方专家在叙利亚检查了各种坠毁的俄罗斯无人机后发现，大多数俄罗斯无人机质量相对较差，没有弹痕或任何防空效果，多数坠落由于零件损坏，电子设备火灾或软件故障。然而，专家发现的几乎所有Orlan-10样本都在多次防空武器命中后被击落。检查的结构显示出严重的机械磨损，表明飞行小时数很高。而且，很多零部件都是磨损后随意修理的，这说明无人机的零部件已经用完了，无人机实际上已经过了100%的保修期，但还能继续飞行。
最新招标文件中显示供应商保证在Orlan-10 的无人机大修之前增加到 500 架次（约 7,000 飞行小时）的可靠性。

## 防御对策
针对海鹰侦察型无人机，防御对策有：

### 干扰器
无线电干扰可能会延迟它向操作员传回目标数据，但只是短暂的，无人机会切换为自主飞行模式。比较适用于躲避和撤退时使用。

### 轻武器射击
如果无人机飞行高度足夠低，可以使用轻武器进行射击，但對射手射术要求非常高，而且会增加被敌方炮火攻击的风险。

### 单兵防空武器
使用防空导弹可以有效拦截，但成本非常高。例如，毒刺防空飞弹价格为12万美元1枚。

### 无人机拦截
使用另外一种无人机进行拦截捕获，但對无人机操作員即時計算和控制要求非常高。

## 腐败问题
因为招标采购价格差异过大，俄罗斯联邦安全局发起了反腐败调查。调查发现，价格上涨与来自 STD-Radiks LLC 和 Kazan Plant Elektropribor JSC 的组件有关，其领导人在调查期间被法院逮捕。根据调查，Special Technology Center LLC 的承包商挪用约 4860 万卢布现金，涉嫌进行贿赂。

## 使用国
- 俄羅斯
- 缅甸
- 哈萨克斯坦[21]
- 乌兹别克斯坦[21]